# 한 많은 미아리 고개
"한 많은 미아리 고개"(한많은 미아리고개)는 한국에서 제작된 엄심호 감독의 1962년 영화이다. 최무룡 등이 주연으로 출연하였고 차태진 등이 제작에 참여하였다.

## 출연

### 주연
- 최무룡
- 방성자
- 황정순

## 기타
- 조명: 이영수
- 미술: 이봉선